# Ernst Wilm
Julius Ewald Ernst Wilm (* 27. August 1901 in Reinswalde, Kreis Sorau; † 1. März 1989 in Lübbecke) war ein deutscher Pfarrer, Kirchenführer und Präses der Evangelischen Kirche von Westfalen.

## Ausbildung und erste Berufsjahre
Wilm wurde am 27. August 1901 in Reinswalde, Kreis Sorau, geboren. Seine Eltern waren der Pfarrer Friedrich Hermann Wilm und dessen Ehefrau Anna geb. Eggeling. Seine Schulausbildung begann in Kaiserswerth. Anschließend wechselte er auf eine Volksschule in Rheydt über. Es folgten das Rheydter Reformprogymnasium und das Realgymnasium in Witten. Am 11. Juli 1918 legte er in Witten die Notreifeprüfung ab. Es folgte sein Dienst im landwirtschaftlichen Hilfsdienst in Schaumburg-Lippe. Im Januar 1919 begann sein Studium der Theologie in Bethel (Bielefeld), wo er drei Semester blieb. Er wechselte für zwei Semester nach Tübingen, wo er von Adolf Schlatter und Karl Heim stark beeindruckt wurde. Es kam dann ein Semester in Greifswald, wo er Otto Procksch hörte. Dann folgten vier Semester an der Theologischen Fakultät in Halle unter Wilhelm Lütgert, Friedrich Loofs, Karl Eger und Ernst von Dobschütz. Er trat dem Tübinger Wingolf, Greifswalder Wingolf und Hallenser Wingolf bei. Die Erste Theologische Prüfung bestand er im Herbst 1924 beim Konsistorium der altpreußischen Kirchenprovinz Westfalen in Münster.
Am 1. November 1924 wurde er Lehrvikar bei Pastor Friedrich von Bodelschwingh in Bethel, und am 1. November 1925 wurde er als Hilfsprediger in Mennighüffen im Landkreis Herford angestellt. Die Zweite Theologische Prüfung, ebenfalls in Münster, bestand er im Herbst 1926; danach wurde er im November als Hilfsprediger zum Dienst in der Betheler Zweiganstalt Freistatt eingewiesen. Dort wurde er 1927 durch Generalsuperintendent Wilhelm Zoellner ordiniert. Am 25. Mai 1927 heiratete er Ilse Könecke aus Halle an der Saale.
Vom 1. Februar 1928 an war er in Freistatt als Anstaltsgeistlicher tätig bis zum 19. Mai 1929; dann übernahm er die 1. Pfarrstelle der Evangelischen Kirchengemeinde Lüdenscheid. Am 6. Juli 1931 wurde er Pfarrer der evangelisch-lutherischen Kirchengemeinde Mennighüffen.

## Engagement für die Bekennende Kirche
Am 16. März 1934 bildete sich die Westfälische Bekenntnissynode, zu der sich im April 1934 bereits 85 bis 90 Prozent der erwachsenen Mitglieder der Kirchengemeinde Mennighüffen durch eigenhändige Unterschrift bekannten. Es begann die Auseinandersetzung des Kirchenkampfes. In seinen Predigten nahm Ernst Wilm im Mai 1935 deutlich Stellung zu der ideologischen Indoktrination der Jugend. Verschiedene staatliche Zwangsmaßnahmen gegen ihn waren die Folge, darunter auch eine Inhaftierung im August 1937. Später wurde Ernst Wilm zum Mitglied des Provinzialbruderrates der Westfälischen Bekenntnissynode berufen.

## Gefangenschaft im Konzentrationslager Dachau
Im Dezember 1941 nahm Ernst Wilm bei einer Vertrauensmännerversammlung der westfälischen Bekennenden Kirche Stellung zu der nationalsozialistisch initiierten Tötung von Geisteskranken (der sogenannten T4-Aktion), die er auch öffentlich im Silvestergottesdienst seiner Kirchengemeinde in Mennighüffen 1941 unumwunden thematisierte und verurteilte. Er wurde diesbezüglich von der Geheimen Staatspolizei am 23. Januar 1942 verhaftet. Zunächst blieb er im Bielefelder Polizeigefängnis inhaftiert, wurde dann jedoch am 23. Mai 1942 in das Konzentrationslager Dachau verlegt.
Alle Bemühungen durch das Presbyterium der Kirchengemeinde Mennighüffen, den Herforder Superintendenturverwalter Hermann Kunst, das Evangelische Konsistorium in Münster und den altpreußischen Evangelischen Oberkirchenrat in Berlin um Ernst Wilms Freilassung blieben erfolglos. Am 2. Januar 1945 wurde er aus dem Konzentrationslager Dachau entlassen. Die Gründe dafür sind unbekannt. Ernst Wilm äußerte seine Meinung darüber, dass es sich vermutlich um eine Verwechslung handelte. Er konnte am 7. Januar 1945 wieder in Mennighüffen predigen, wurde aber am 28. Januar 1945 zur Wehrmacht einberufen, wo er am 27. April 1945 in sowjetische Kriegsgefangenschaft geriet.

## Präses der Evangelischen Kirche von Westfalen
Im September 1945 kehrte er aus der Kriegsgefangenschaft zurück und war wieder als Gemeindepfarrer in Mennighüffen tätig. Am 3. April 1946 wurde er zum Synodalassessor des Kirchenkreises Herford gewählt. Am 13. November 1948 wurde er zum Präses der Evangelischen Kirche von Westfalen gewählt. Er trat das Amt am 7. Januar 1949 zunächst für acht Jahre als Nachfolger von Präses Karl Koch an.
Unter tatkräftiger Mitwirkung von Ernst Wilm wurde 1949 die Aufbaugemeinschaft Espelkamp durch das Land Nordrhein-Westfalen, das Diakonische Werk und die Evangelische Kirche von Westfalen gegründet. 1949 unternahm Wilm eine Auslandsreise nach Großbritannien, auf der er Vertretern der Labour Party und der Church of England (Kirche von England) begegnete. Im Jahr 1951 wurde ihm der Ehrendoktortitel der Theologie durch die Evangelisch-Theologische Fakultät der Universität zu Münster verliehen.
Im Februar 1952 übernahm er den Vorsitz im Evangelischen Presseverband für Westfalen und Lippe. 1953 war Ernst Wilm an der Neuordnung der Evangelischen Kirche der Altpreussischen Union und der Benennung als Evangelische Kirche der Union maßgeblich beteiligt. 1956 nahm er an der 2. Vollversammlung des Ökumenischen Rates der Kirchen in Evanston teil. Im gleichen Jahr erfolgte seine erste Wiederwahl als Präses der Evangelischen Kirche von Westfalen.
Von 1957 bis 1973 war Wilm Mitglied des Rates der EKD. 1959 besuchte er in Begleitung seiner Frau Ilse den Staat Israel, 1962 zusammen mit anderen Kirchenvertretern. In seiner Zeit als EKD-Ratsmitglied erfolgte die diplomatische Anerkennung des Staates Israel durch die Bundesrepublik Deutschland, die am 12. Mai 1965 vollzogen wurde. Wilm gehörte zu denen, die zusammen mit dem Ratsvorsitzenden Kurt Scharf den öffentlichen Druck erhöhten, der schließlich Bundeskanzler Ludwig Erhard dazu bewog, gegen den Willen des Auswärtigen Amtes den Botschafteraustausch in die Wege zu leiten. Denn am 26. Oktober 1964 sandte der Rat der EKD ein von Wilm mit auf den Weg gebrachtes Schreiben an die Bundesregierung, in dem deutlich zugunsten eines deutsch-israelischen Botschafteraustausches plädiert wurde.
1961 beteiligte er sich an der Christlichen Friedenskonferenz (CFK) und nahm an der I. Allchristlichen Friedensversammlung in Prag teil. 1962 übernahm er eine wichtige Funktion auf der 1. Vollversammlung der Konferenz Europäischer Kirchen in Nyborg.
Von 1963 bis 1969 war er Ratsvorsitzender der Evangelischen Kirche der Union.
1964 erfolgte seine zweite Wiederwahl als Präses der Evangelischen Kirche von Westfalen. Im gleichen Jahr beteiligte er sich an der II. Allchristlichen Friedensversammlung in Prag und unternahm im September/Oktober eine ökumenische Reise nach Brasilien, Argentinien, Paraguay und Chile. 1968 nahm er an der 4. Vollversammlung des Ökumenischen Rates der Kirchen in Uppsala teil.
Am 3. Januar 1969 wurde Ernst Wilm in den Ruhestand versetzt. Sein Amt als Präses der Evangelischen Kirche von Westfalen wurde an Hans Thimme übergeben.

## Im Ruhestand
Im Jahr 1970 wurde er mit der Seelsorge der deutschen Kriegsverurteilten, die sich noch in Breda und in Gaeta befanden, beauftragt. 1972 wurde der Besuchsantrag bei Rudolf Heß im Gefängnis in Berlin-Spandau nicht genehmigt. Auch der Zugang zu Erich Koch in Barczewo blieb ihm verwehrt.
1971 lehnt Ernst Wilm die Verleihung des Großen Bundesverdienstkreuzes durch Bundespräsident Gustav Heinemann ab. Als Begründung führt er an, dass wegen kirchlicher Verdienste oder wegen eines Dienstes in der Kirche für das Evangelium kein staatlicher Orden verliehen werden könne.
1974 fungierte er als Ehrenpräsident der Konferenz Europäischer Kirchen bei der 7. Vollversammlung der KEK in Engelberg und bekam 1981 das Ehrenbürgerrecht der Stadt Espelkamp verliehen. 1982 wurde er Mitglied der SPD. Im Ruhestand fühlte sich Wilm nicht mehr zu einer Zurückhaltung in parteipolitischer Hinsicht verpflichtet.
Am 1. März 1989 starb Ernst Wilm in Lübbecke. Die Beerdigung fand am 7. März in Löhne-Mennighüffen statt.

## Nachlass
Der Nachlass von Ernst Wilm befindet sich im Landeskirchlichen Archiv Bielefeld (Bestände 3,2 und 3,21 sowie 3,36). 2001 wurde ein Teilstück der Lübbecker Straße in Espelkamp in Präses-Ernst-Wilm-Straße umbenannt.

## Schriften (Auswahl)
- Der Herr hat großes an uns getan; des sind wir fröhlich! Ein Abschied und ein Anfang, Bielefeld 1948.
- „So sind wir nun Botschafter...“ Zeugnisse aus Freiheit und Fesseln, Witten 1953.
- Die Bekennende Gemeinde Mennighüffen, Bethel 1957.